# Ordine al merito della Repubblica italiana
L'Ordine al merito della Repubblica italiana (spesso abbreviato OMRI) è il più alto degli ordini della Repubblica italiana. I colori dell'ordine sono il verde e il rosso.
Il presidente della Repubblica italiana è il capo dell'ordine, retto da un consiglio composto di un cancelliere e sedici membri. La cancelleria dell'ordine ha sede a Roma. Il cancelliere attuale è il generale di Squadra Aerea Roberto Corsini, nominato con decreto del 4 ottobre 2022.

## Storia

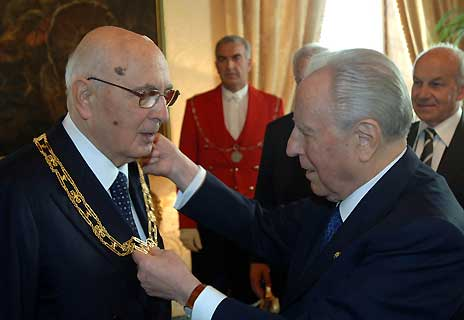
Il presidente emerito della Repubblica Carlo Azeglio Ciampi trasferisce al successore Giorgio Napolitano il gran cordone di capo dell'OMRI

Istituito con la legge 3 marzo 1951, n. 178 e reso operativo nel 1952, l'Ordine al merito della Repubblica nacque con lo scopo di «ricompensare benemerenze acquisite verso la Nazione nel campo delle scienze, delle lettere, delle arti, dell'economia e nel disimpegno di pubbliche cariche e di attività svolte a fini sociali, filantropici e umanitari, nonché per lunghi e segnalati servizi nelle carriere civili e militari».
Il Presidente della Repubblica può conferire l'onorificenza, di propria iniziativa, per «benemerenze di segnalato rilievo nel campo delle attività sopra indicate e per ragioni di cortesia internazionale».
Dal 30 marzo 2001 sono in vigore le nuove decorazioni per le varie classi di onorificenze.

## Le onorificenze
È vietato il conferimento di onorificenze, decorazioni e distinzioni cavalleresche, con qualsiasi forma e denominazione, da parte di enti, associazioni e privati. Di norma non si possono conferire onorificenze in favore di cittadini italiani che non abbiano compiuto il 35º anno di età, con l'eccezione di particolari motivi che ne giustifichino la concessione. Tra una onorificenza e l'altra di grado superiore occorre, di norma, una permanenza di almeno tre anni nella qualifica inferiore. Le onorificenze non possono essere conferite ai deputati e ai senatori durante il loro mandato parlamentare.

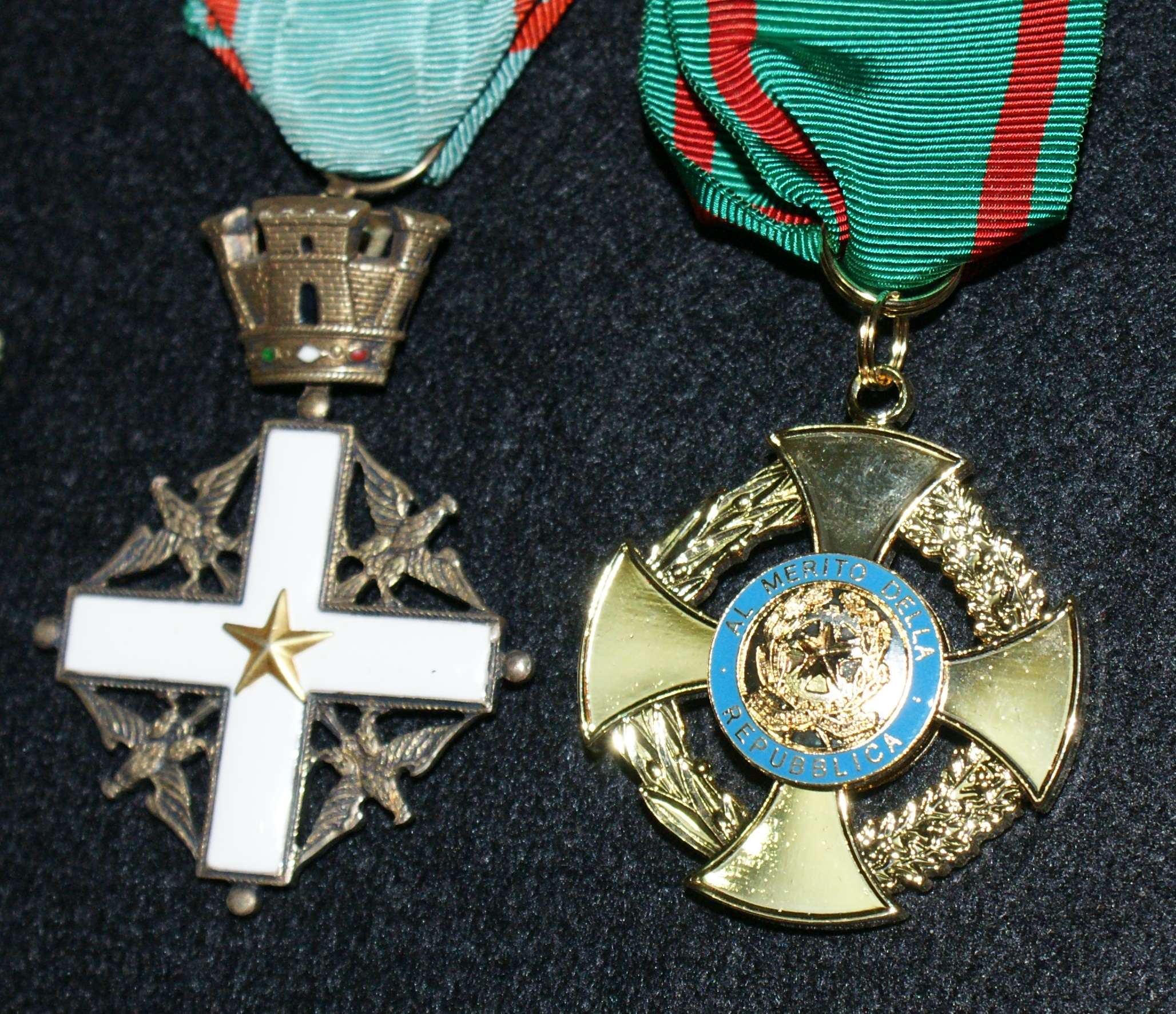
Le due versioni dell'ordine

L'ordine è suddiviso nei seguenti gradi onorifici:
- cavaliere di gran croce decorato di gran cordone;
- cavaliere di gran croce;
- grande ufficiale;
- commendatore;
- ufficiale;
- cavaliere, detto anche cavaliere della Repubblica.

A nessuno può essere conferita, per la prima volta, un'onorificenza di grado superiore a quella di cavaliere. Fanno eccezione alcune situazioni particolari, espressamente stabilite dalla legge. Per benemerenze di segnalato rilievo e per ragioni di cortesia internazionale, il Presidente della Repubblica può conferire onorificenze all'infuori della proposta e del parere richiesti dalla legge. In questi casi, il decreto di concessione è controfirmato dal Presidente del Consiglio dei ministri.
Le concessioni delle onorificenze hanno luogo il 2 giugno, ricorrenza della fondazione della Repubblica Italiana, e il 27 dicembre, ricorrenza della promulgazione della Costituzione italiana. Soltanto le concessioni attraverso il motu proprio presidenziale, quelle legate alla cessazione dal servizio dei pubblici dipendenti e quelle accordate a stranieri, possono avvenire in qualunque data.
Salve le disposizioni della legge penale, incorre nella perdita dell'onorificenza l'insignito che se ne renda indegno. La revoca è pronunciata con decreto del presidente della Repubblica, su proposta motivata del presidente del Consiglio dei ministri, sentito il consiglio dell'ordine.

### Cavaliere di gran croce decorato di gran cordone
Eccezionalmente conferito ai cavalieri di gran croce per premiare altissime benemerenze di persone eminenti, italiane e straniere. Di solito è riservato ai capi di Stato.
È la massima onorificenza concessa dalla Repubblica Italiana.
Ha la medesima costituzione del titolo di cavaliere di gran croce illustrato in seguito, eccetto quanto segue:
la placca delle insegne di gran cordone è dorata; nei casi previsti, la decorazione dell'ordine è appesa a un collare d'oro costituito da maglie di elementi mistilinei.

### Cavaliere di gran croce
La decorazione di prima classe (cavaliere di gran croce) è costituita da:
- una croce patente ritondata smaltata di bianco, filettata d'oro, della misura di 52 mm, attraversante due rami di ulivo e di quercia d'oro, fruttati dello stesso, posti in cerchio. La croce è caricata al centro da uno scudetto circolare d'oro, bordato d'azzurro, recante, nel recto, l'emblema della Repubblica Italiana d'oro e, all'interno della bordatura, la scritta in lettere lapidarie maiuscole romane al merito della repubblica; nel verso, l'effigie a sbalzo dell'Italia turrita d'oro e, all'interno della bordatura, le scritte in lettere lapidarie maiuscole romane d'oro, nella semiarea superiore patriae unitati, in quella inferiore civium libertati;
- una placca del diametro di 85 mm a forma di raggiera convessa d'argento, costituita da otto gruppi di raggi ciascuno intagliati a punta di diamante, con sovrapposta al centro una croce uguale a quella già descritta. La placca si porta sul petto a sinistra;
- una fascia di seta dalla spalla destra al fianco sinistro. La fascia di 101 mm di altezza per gli uomini e 82 mm per le donne, è verde bandiera con una lista di rosso per lato di 9 mm.

### Grande ufficiale
La decorazione di seconda classe (grande ufficiale) per gli uomini è costituita da:
- una croce con le stesse caratteristiche della decorazione di prima classe. Va portata al collo;
- un nastro dei colori dell'Ordine di 50 mm di altezza; con le due liste laterali di rosso di 4 mm ciascuna, poste come nella decorazione di prima classe;
- una placca con un diametro di 80 mm, a forma di raggiera convessa, costituita da quattro gruppi di raggi d'argento intagliati a punta di diamante e caricata al centro dalla croce dell'Ordine descritta sopra.

La decorazione di seconda classe per le donne è identica a quella descritta per gli uomini: la croce, però, viene appuntata sotto la spalla sinistra appesa a un fiocco di nastro dei colori dell'ordine.

### Commendatore
La decorazione di terza classe (commendatore) sia per gli uomini sia per le donne consta di:
- una croce appesa al nastro da portarsi appesa al collo, uguale a quella della seconda classe;
- un nastro con i colori dell'ordine da portarsi al collo, uguale a quello della seconda classe.

La decorazione di terza classe per le donne va appuntata sotto la spalla sinistra appesa a un fiocco di nastro dei colori dell'ordine.

### Ufficiale
La decorazione di quarta classe (ufficiale) per gli uomini consta di:
- una croce uguale a quella di terza classe, ma con i bracci dorati e della misura di 40 mm. Va portata appuntata al lato sinistro del petto;
- un nastro con i colori dell'ordine di 37 mm di altezza, con le due liste laterali di rosso di 3 mm ciascuna, poste come quelle della prima classe.

La decorazione di quarta classe per le donne è identica a quella descritta per gli uomini: la croce, però, viene appuntata sotto la spalla sinistra, appesa a un fiocco di nastro dei colori dell'ordine.

### Cavaliere
La decorazione di quinta classe (cavaliere) per gli uomini consta di:
- una croce uguale a quella di quarta classe, ma con i bracci argentati. Va portata appuntata al lato sinistro del petto;
- un nastro uguale a quello della quarta classe.

La decorazione di quinta classe per le donne è identica a quella descritta per gli uomini: la croce, però, viene appuntata sotto la spalla sinistra appesa a un fiocco di nastro dei colori dell'ordine.

## Insegne
| 1951 – 2001 | 1951 – 2001 | 1951 – 2001  | 1951 – 2001      | 1951 – 2001             | 1951 – 2001                                      |
| ----------- | ----------- | ------------ | ---------------- | ----------------------- | ------------------------------------------------ |
|             |             |              |                  |                         |                                                  |
| Medaglie    |             |              |                  |                         |                                                  |
|             |             |              |                  |                         |                                                  |
| Cavaliere   | Ufficiale   | Commendatore | Grande ufficiale | Cavaliere di gran croce | Cavaliere di gran croce decorato di gran cordone |

| 2001 – oggi | 2001 – oggi | 2001 – oggi  | 2001 – oggi      | 2001 – oggi             | 2001 – oggi                                      |
| ----------- | ----------- | ------------ | ---------------- | ----------------------- | ------------------------------------------------ |
|             |             |              |                  |                         |                                                  |
| Medaglie    |             |              |                  |                         |                                                  |
|             |             |              |                  |                         |                                                  |
| Cavaliere   | Ufficiale   | Commendatore | Grande ufficiale | Cavaliere di gran croce | Cavaliere di gran croce decorato di gran cordone |

## Insigniti
Negli oltre 70 anni di esistenza dell'ordine sono stati nominati 9 318 (al 2023) cavalieri di gran croce e di questi, 223 sono decorati di gran cordone.
Fra i decorati con gran cordone, il primo in assoluto, nel dicembre del 1952, è stato il re di Grecia Paolo I, l'ultimo nell'aprile 2025 è stato il re del Regno Unito, Carlo III.
La prima donna invece è stata la regina del Regno Unito Elisabetta II nel maggio del 1958 mentre l'ultima è stata, nel febbraio 2025, la presidente della Repubblica di Slovenia Nataša Pirc Musar.
Il più giovane al momento del conferimento (14 anni) è stato l'erede al trono persiano Reza Pahlavi nel dicembre del 1974.
L'unico caso di revoca della decorazione di gran cordone è quello di Bashar al-Assad, presidente della Siria, insignito l'11 marzo 2010, a cui il 28 settembre 2012 è stata revocata l'onorificenza per indegnità.
Il primo dei cavalieri di gran croce è stato Andrea Ferrara, primo presidente della Corte suprema di cassazione, decorato il 29 novembre 1952.

## Riferimenti normativi
- Art. 87 della Costituzione della Repubblica Italiana
- Legge 3 marzo 1951, n. 178 - Istituzione dell'Ordine "Al merito della Repubblica italiana" e disciplina del conferimento e dell'uso delle onorificenze.
- Decreto del Presidente della Repubblica 13 maggio 1952, n. 458 - Norme per l'attuazione della legge 3 marzo 1951, n. 178, concernente la istituzione dell'ordine "Al merito della Repubblica italiana" e la disciplina del conferimento e dell'uso delle onorificenze.
- Decreto del Presidente della Repubblica 14 aprile 2022 - Determinazione numerica delle onorificenze dell'Ordine «Al merito della Repubblica italiana», che potranno essere complessivamente conferite nelle ricorrenze del 2 giugno e del 27 dicembre 2022
- Decreto del Presidente della Repubblica 17 settembre 2021, n. 141 - Regolamento recante deroga all'articolo 2 del decreto del Presidente della Repubblica 13 maggio 1952, n. 458.